# Пре него што падне ноћ (аутобиографски роман)
Пре него што падне ноћ (шп. Antes que anochezca) је аутобиографски роман кубанског књижевника Рејналда Аренаса (шп. Reinaldo Arenas) (1943-1990) написан 1992. године. Издање на српском језику објавила је издавачка кућа Штрик 2019. године у преводу Весне Стаменковић.

## О аутору
Рејналдо Аренас је кубански романописац, песник и драматург. Аренас је рођен1943. године у малом селу на Куби, у сиромашној породици. Као млад био је један од учесника револуције, на страни Фидела Кастра када се Куба борила против тадашњег вође Батисте. 
Студирао је филозофију и књижевност у Хавани. Дружио са другим кубанским писцима, писао романе и песме а уз то је био и геј. Убрзо схвата да Кастрова влада није добра за Кубу, ни за хомосексуалце на Куби, и постаје део контрареволуције. Неколико година касније је и хапшен због своје сексуалности.
Многа његова дела су тада уништена.

Након свега успео је напусти Кубу и емигрира у Америку. Рејналдо је 1987. године оболео од сиде, а 1990. године умро.

## О роману
Пре него што падне ноћ је књига Рејналда Аренада о њему и Куби. Многи су мишљења да књига преставља „Аренасову Кубу” у којој је она сиромашна, затуцана, лицемерна, репресивна, а да она није уистину таква. 
Књига Пре него што падне ноћ је документарна и политичка, али и лична. Књига почиње уводом "Крај" јер ју је писао знајући да ће ускоро да умре.
Књига сведочи о начину на који су се власти опходиле према ЛГБТ људима.

## Радња
Књига почиње крајем, затим тече прича о детињству у забаченом сеоцету почетком четрдесетих година прошлог века где је одрастао с мајком. Описује период када је одушевљен Фиделом Кастром, студирање, Хавану, цензуре, забране, прогањања због хомосексуалности, затвор Моро. Ликови који су приказани су и писци и уметници његовог доба.

## Утицај књиге
Према аутобиографији Пре него што падне ноћ снимљен је истоимени филм, као и опера. Књига је била на листи Њујорк тајмса десет најбољих књига за 1993. годину.